# Anbetung der Könige (Dürer)
Anbetung der Könige (italienisch Adorazione dei Magi) ist ein Gemälde auf Nadelholz von Albrecht Dürer. Unten links im Bild auf der Oberfläche eines behauenen Steins sind das Monogramm des Künstlers und die Jahreszahl 1504 zu sehen. Das Bild befindet sich heute in den Uffizien in Florenz.

## Geschichte
Das Bild wurde von Friedrich dem Weisen für die Schlosskirche in Wittenberg in Auftrag gegeben, und 1504 fertiggestellt. Das Datum ist auf einem Stein unterhalb des Stalls zusammen mit dem Monogramm Dürers festgehalten.
Das Bild gilt als eines seiner bedeutendsten Werke, die zwischen seiner ersten und seiner zweiten Italienreise entstanden sind.

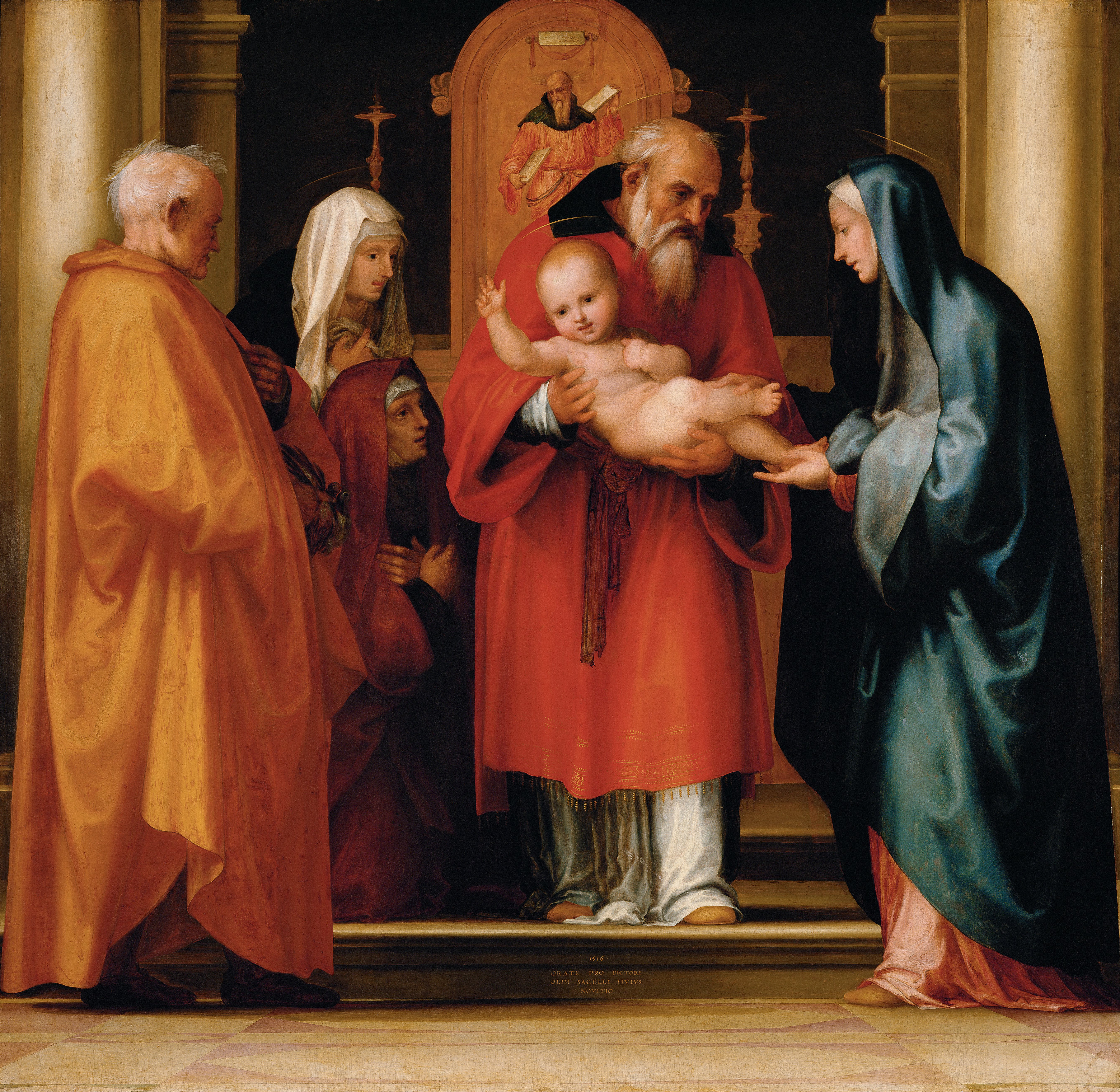
Fra Bartolomeo Darbringung im Tempel, 1516, KHM Wien

Seit 1603 befand sich das Bild als Geschenk des Königs von Sachsen, Christian II., in der kaiserlichen Kunstsammlung in Wien, wohl überwiegend in Schloss Schönbrunn. 1793 kam es auf Vorschlag des damaligen Direktors der Uffizien, Luigi Lanzi, nach Florenz. Lanzi, der seine Sammlung um ein wichtiges Werk Albrecht Dürers ergänzen wollte, bot zum Tausch das Bild „Darbringung im Tempel“ von Fra Bartolomeo an.
Heute befindet sich das Bild im Kunsthistorischen Museum in Wien.

## Beschreibung

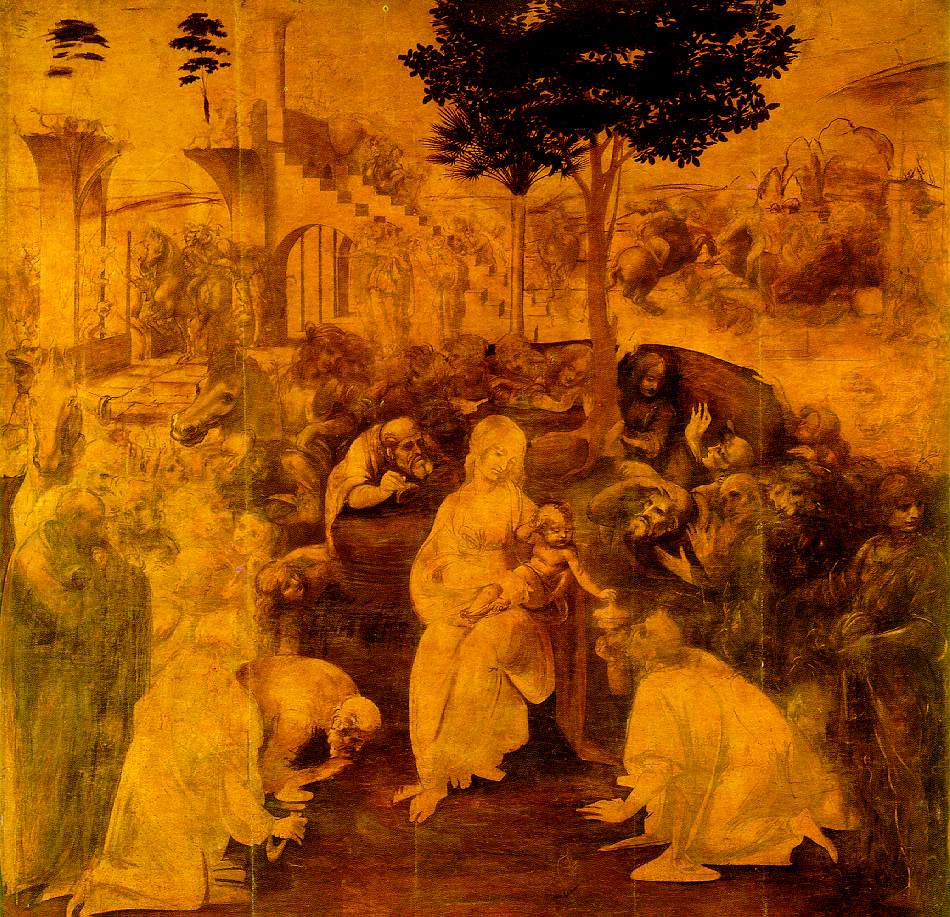
Leonardo da Vinci, Anbetung der Könige, um 1481/82, unvollendet. Uffizien, Florenz

Trotz gewisser Ähnlichkeiten mit den Architekturen im Hintergrund eines Gemäldes Leonardo da Vincis mit gleichem Titel hat Dürer dessen unvollendetes Werk vermutlich nicht gekannt.
Dürer hat sich selbst auf dem Bild in Gestalt des Königs mit dem grünen Gewand und dem für ihn typischem, schulterlangen Lockenhaar dargestellt.
Das Bild lässt Dürer, der als Graphiker schon berühmt war, als einen Meister im Umgang mit der Farbe erkennen, der den italienischen Zeitgenossen in nichts nachsteht. Die Perspektive ist allerdings noch nicht völlig stimmig. Eine Analyse der Arbeitsweise Dürers an diesem Bild erfolgte mit Hilfe von Infrarotaufnahmen, die die Unterzeichnung sichtbar machten. Eine Zeichnung Dürers mit dem gleichen Sujet, aber süddeutschem Lokalkolorit stammt aus dem Jahr 1524 und befindet sich in der Wiener Albertina.